# Pectinaria belgica
Pectinaria belgica är en ringmaskart som först beskrevs av Peter Simon Pallas 1766.  Pectinaria belgica ingår i släktet Pectinaria och familjen Pectinariidae. Arten är reproducerande i Sverige. Inga underarter finns listade i Catalogue of Life.